# Нічна фіалка
«Нічна фіалка» (рос. Ночная фиалка) — російський драматичний фільм 2013 р. Головні ролі виконували Іван Жидков і Наталя Рудова. 

## Сюжет
Багатий і впливовий чиновник утримує коханку, вродливу дівчину Риту, яку витягнув з борделя. Він забезпечив її всім — квартирою, авто, грошима, зажадавши натомість лише вірності. Рита, зовсім не кохаючи цю щедру жорстоку і цинічну людину, дотримується їх "договору", та лише миті, поки не зустрічає свою справжню любов. Альоша — студент МДУ, красивий, розумний, добрий, з хорошої сім'ї, в нього прекрасні перспективи. Шалено закохавшись у Риту, він закриває очі на її темне минуле і не занадто світле сьогодення. Він знає, що вона найпрекрасніша дівчина у світі і, захоплений любов'ю, мріє про те, щоб одружуватися з нею.
Покровитель Рити, дізнавшись про невірність коханки, віднімає все, чим колись обдарував, та виганяє. Рита та Альоша селяться у маленькому дачному будиночку в Підмосков'ї. Вони вирішують провести тут літо, потім Альоша знайде роботу, в них з'являться гроші, щоб винаймати квартиру. 
До батьків Альоші доходять чутки про те, що їх прекрасний хлопчик зв'язався з повією, живе з нею і має намір одружуватися. Оного разу, коли він від'їжджає до Москви у справах, до Рити навідується Батько Альоші, просить, загрожує, вимагає, благає її розлучитися з його сином, не псувати йому життя, адже у хлопчика таке блискуче майбутнє.
Цей крик душі проникає глибоко в серце дівчини, коли пізно ввечері Альоша повертається, вона заявляє йому про те, що йде до свого колишнього покровителя, що не кохає Альошу. Приголомшений, хлопць кричить, щоб вона забиралася,він не хоче більше її бачити. Рита збирає сумку і від'їжджає, ні слова не сказавши ні про візит Батька, ні про свою природжену невиліковну хворобу. Через рік Альоша дізнається правду. 

## Ролі
- Іван Жидков — Альоша
- Наталя Рудова — Рита
- Валерій Дев'ятих
- Антон Арзамасцев